# Dawn Averitt
Dawn Averitt (Georgia, 1968) es una activista estadounidense, defensora de las políticas de tratamiento del VIH/sida.

## Trayectoria
Fue diagnosticada con el virus de la inmunodeficiencia humana (VIH) en 1988, con 19 años, probablemente adquirido como resultado de una violación que sufrió viviendo y trabajando como modelo en España. Comenzó su carrera trabajando en la oficina del senador Sam Nunn de Georgia de 1990 a 1993, año en el que empezó a trabajar en el AIDS Survival Project. Fue una de las primeras defensoras de las mujeres con VIH y de la reducción del estigma asociado a la enfermedad para mejorar el acceso a la atención. En 1995, Averitt puso en marcha el Women’s Information Service and Exchange (WISE), la primera organización con sede en Estados Unidos centrada en la información sobre el tratamiento del VIH/sida y la defensa de las mujeres.
En 2000, completó una marcha por toda la extensión del Sendero de los Apalaches llamada "Trekking with AIDS" para concienciar sobre el VIH y la realidad de que puede afectar a cualquiera, y para celebrar los 12 años que llevaba viviendo con el VIH. En 2001, decidió tener hijos y en 2002 escribió un artículo titulado "HIV and Pregnancy: Tough Choices and the Right to Choose" (VIH y embarazo: Decisiones difíciles y el derecho a elegir) sobre su decisión. En 2002 y 2004, Averitt dio a luz a dos niños sanos y seronegativos.
En 2002, su hermano Richard y ella cofundaron The Well Project, una organización sin ánimo de lucro que "trabaja para mejorar la vida de las mujeres que viven con el VIH y el sida, y para cambiar el curso de la pandemia del sida centrándose en el tratamiento y la prevención para las mujeres". Gran parte del trabajo de Averitt se ha centrado en incluir a las mujeres y a las personas de color en la investigación sobre el VIH/sida y en los avances en el tratamiento y la atención del VIH. En 2003, fundó un think tank que se convirtió en la Women's Research Initiative on HIV/AIDS (WRI). 
De 2006 a 2009, Averitt fue una de las promotoras del GRACE Study, el primer estudio sobre el tratamiento del VIH en Estados Unidos que consiguió inscribir a una mayoría de mujeres. El estudio contribuyó a demostrar que las mujeres seropositivas y las personas de color participan en estudios clínicos experimentan diferentes dificultades al tratamiento que los hombres. En 2012, organizó el primer National HIV Awareness Month en Estados Unidos para concienciar sobre la epidemia en curso en el país. Más de 63.000 personas firmaron una petición en el sitio web de la organización comprometiéndose a ayudar a acabar con el sida en Estados Unidos.

## Reconocimientos
En 2003, Averitt recibió el premio Mothers and Shakers de Redbook Magazine. Cuatro años después, en 2007, la Asociación Cristiana de Mujeres Jóvenes (YWCA) reconoció a Averitt por su liderazgo en la pandemia del VIH y el sida y le concedió el premio Women Leading Global Change. En 2010, Averitt fue nombrada miembro del Presidential Advisory Committee on HIV/AIDS (PACHA). 